# Alauda arvensis
La alondra común (Alauda arvensis) es un ave paseriforme de la familia Alaudidae, caracterizada por un tono marrón pardo general, salvo en el vientre, que es blanco; una banda blanquecina junto al borde externos de las alas; dos manchas negruzcas en la cola; y una cresta en la cabeza.

## Distribución y hábitat
Se distribuye por Europa (menos en Islandia), Asia y por las montañas del norte de África; las poblaciones orientales son más migratorias, moviéndose más al sur en invierno; cría en herbazales abiertos, en zonas agrarias, campos de cereales y pastos.
En España habita de forma continua en la mitad norte de la península.

## Voz
Su voz es chirriante, con un reclamo agudo, corto, melódico.

## Comportamiento
Maniobra en el aire con soltura, puede mantenerse quieta en el aire y ascender y descender con velocidad.

## Nidificación
Su nido es en taza herbácea, en el suelo, conteniendo de tres a cinco huevos puestos en dos o tres nidadas, de abril a julio.
Se alimenta de semillas, brotes e insectos.

## Galería de imágenes

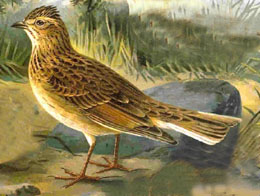
Alauda arvensis.
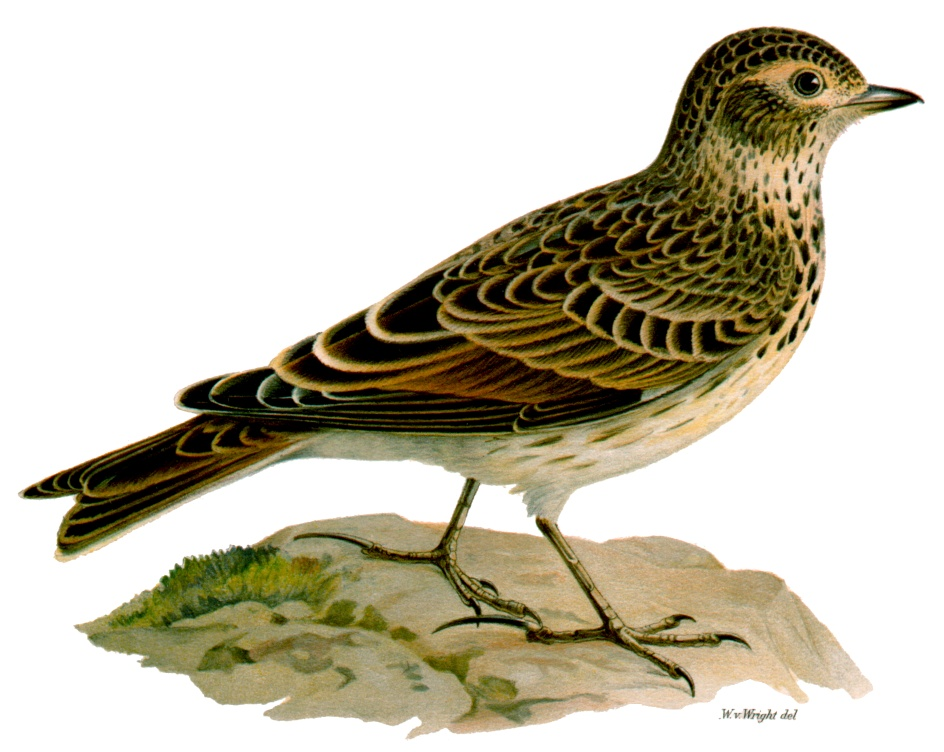
Alauda arvensis.
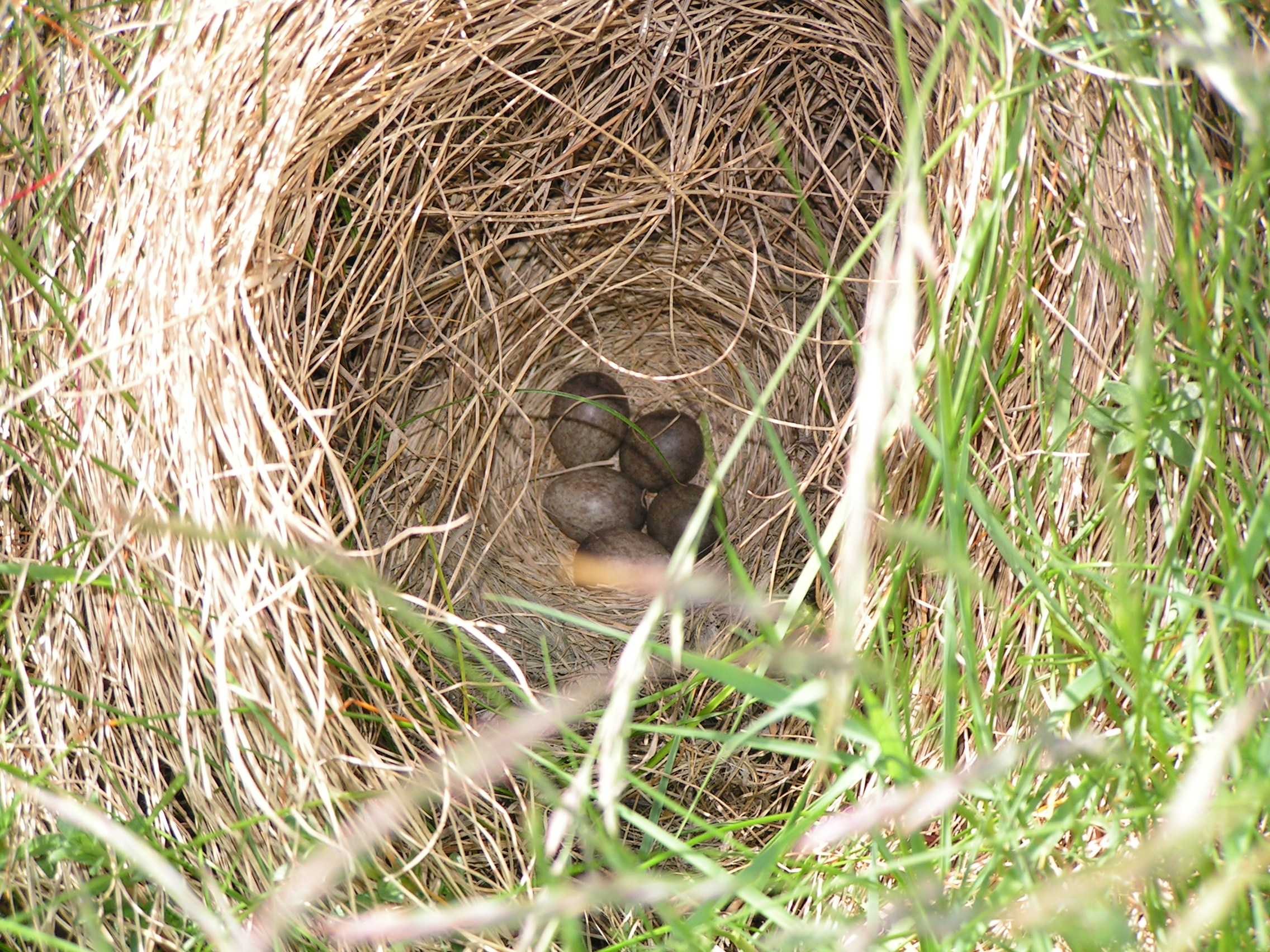
Nido de Alauda arvensis.
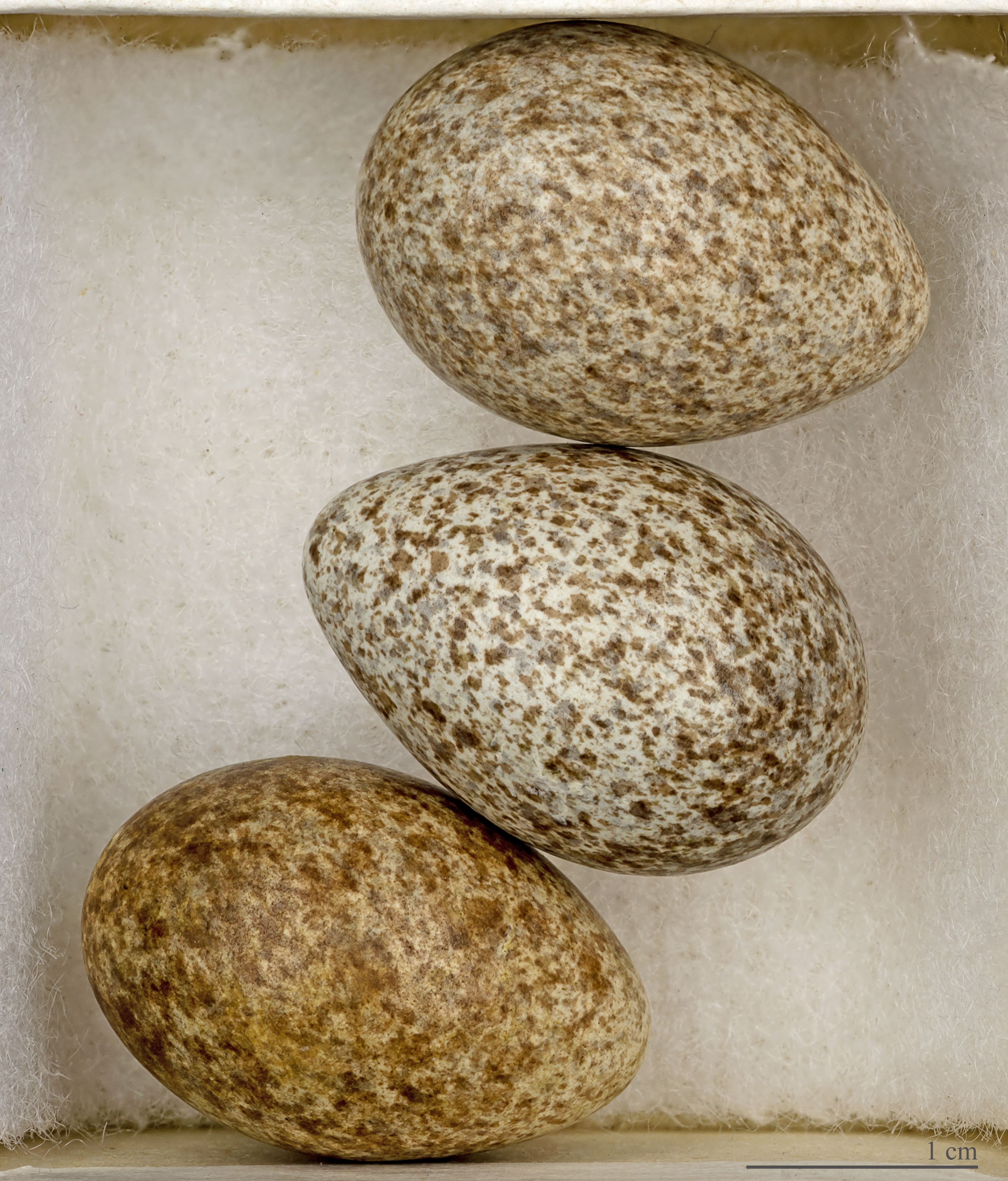
Huevos de  Alauda arvensis .
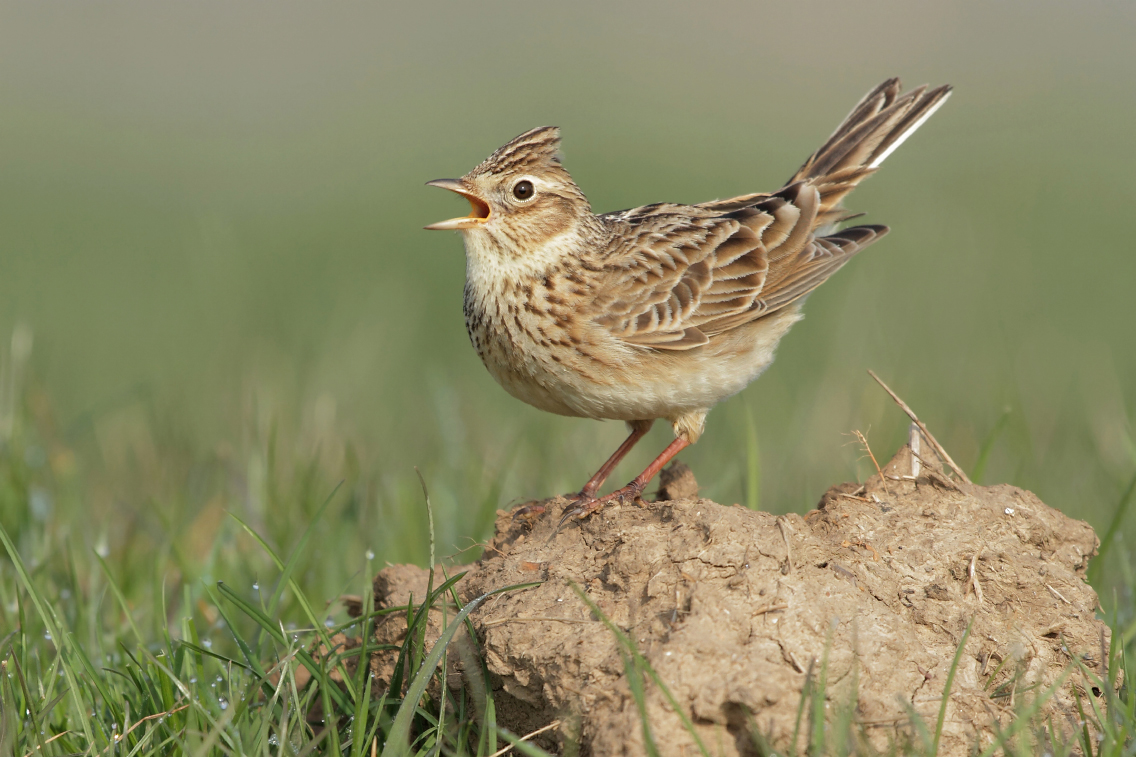
Alondra emitiendo su canto.
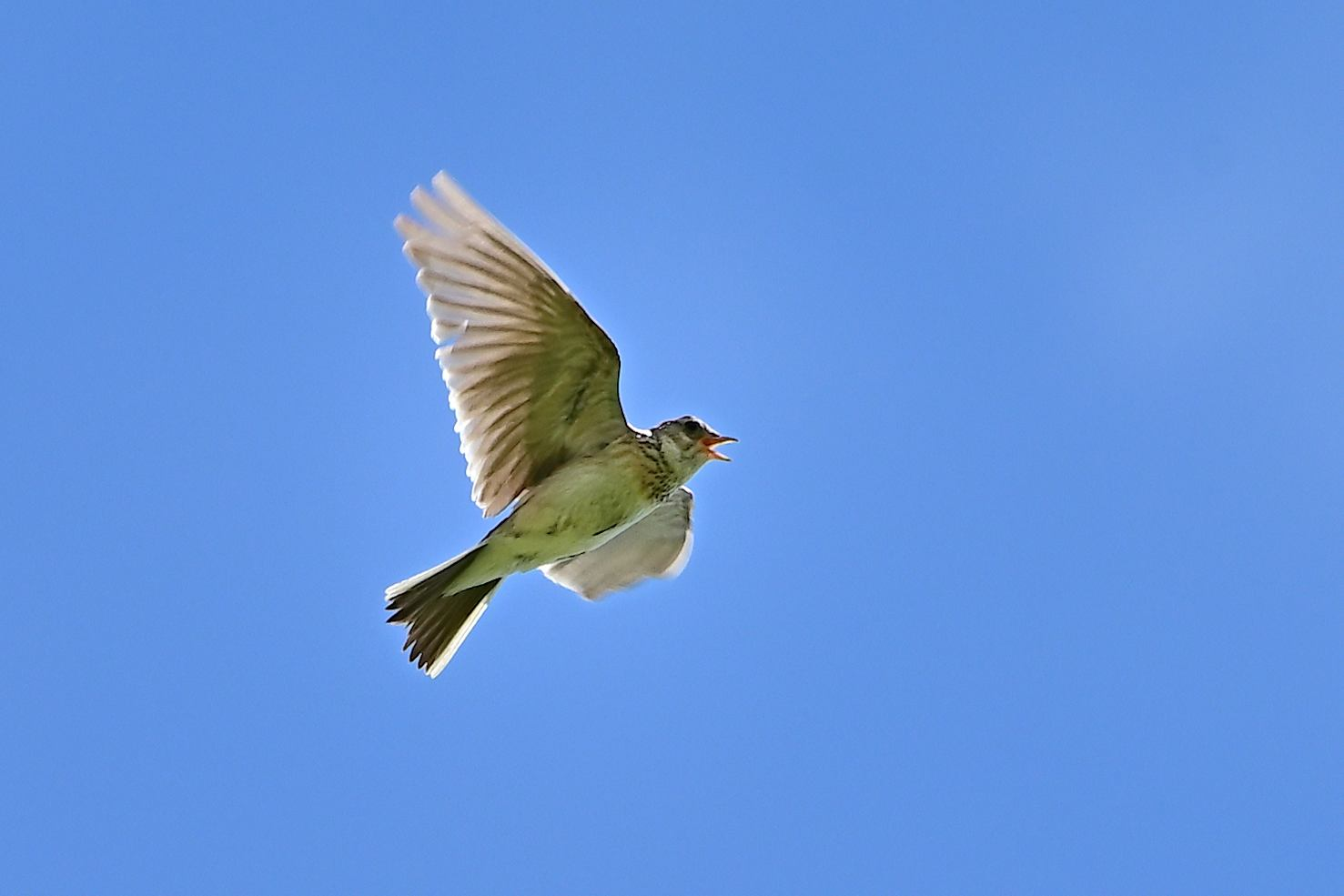
Canto de Alondra